# Båtlåt
Båtlåt är en sång skriven och framförd av Robert Broberg, som fanns med på albumet Robert sjunger Broberg från 1966 som första spår. Melodin testades på Svensktoppen, där den låg i två veckor under perioden 2 juli- 9 juli 1967, med tionde plats som bästa placering.
Sångtexten beskriver ett förhållande ur diverse båttermer. Anders Lundin sjöng låten på albumet Allsång på Skansen. Lill Lindfors spelade 1999 in sången på albumet En titt i min spegel.